# 腹主動脈瘤
腹主動脈瘤，為腹主動脈局部擴大，其橫徑大於3公分或超過正常橫徑之50％。除非腹主動脈瘤破裂，否則通常無症狀。偶爾造成腹部、背部、腿部等處疼痛，較大的腹主動脈瘤，有時甚至可藉由腹部觸診感覺到搏動。破裂時可能造成腹部或背部疼痛、低血壓、或短暫失去意識。
腹主動脈瘤大部份發生在50歲以上，尤其男性以及具有家族史的病患。其他危險因子包括抽煙、高血壓、以及心血管疾病。基因方面如馬凡氏症候群及橡皮人症候群，可能增加罹病風險。腹主動脈瘤為最常見的動脈瘤，大約85%位在腎臟以下的主動脈，其餘則在腎臟同高或以上的位置。在美國，建議65歲至75歲且抽煙的男性，接受超音波篩檢。在英國，則建議所有65歲以上男性應接受篩檢。澳洲則沒有篩檢準則。一旦發現腹主動脈瘤後，需要定期作超音波檢查。
戒菸或不吸菸為預防此疾病的最佳方法。其他則包含治療高血壓、減少高膽固醇的現象、避免體重過重。當腹主動脈瘤橫徑，在男性超過5.5公分，在女性超過5公分，則建議接受手術。其他修補手術的適應症包括有症狀及大小快速增加。修補可藉由開腹手術或血管內動脈瘤修補。比起開腹手術，血管內動脈瘤修補雖然有以下好處：短期內死亡風險較低、住院時間較短；但必要時仍需要接受開腹手術。長期來看，兩者的預後情況沒有很大的差別，除了EVAR可能要重覆開刀的可能性較高。
腹主動脈瘤影響約2%至8%的65歲以上男性，而男性的疾病發生率是女性的四倍。若動脈瘤橫徑小於5.5公分，隔年的破裂風險小於1%；橫徑在5.5至7公分之間者，則為10%；大於7公分更高達33%。破裂後的死亡率是85%至90%。1990年，腹主動脈瘤造成10萬人死亡，而在2013年，更造成15萬2千人死亡。在2009年的美國，腹主動脈瘤則造成1萬至1萬8千人死亡。